# 10994 Fouchard
A 10994 Fouchard (ideiglenes jelöléssel (10994) 1978 EU9) a Naprendszer kisbolygóövében található aszteroida. Schelte J. Bus fedezte fel 1978. március 15-én.

## Kapcsolódó szócikk
- Kisbolygók listája (10501–11000)